# Skate Canada 1991
Navigation
Édition précédente Édition suivante
Le Skate Canada (ou Internationaux Patinage Canada) est une compétition internationale de patinage artistique qui se déroule au Canada au cours de l'automne. Il accueille des patineurs amateurs de niveau senior dans quatre catégories: simple messieurs, simple dames, couple artistique et danse sur glace.
Le dix-huitième Skate Canada est organisé du 24 au 27 octobre 1991 à la Ice House de London dans la province de l'Ontario. 

## Résultats

### Messieurs
| Rang | Nom                | Pays             | Points | Prog. court | Prog. libre |
| ---- | ------------------ | ---------------- | ------ | ----------- | ----------- |
| 1    | Elvis Stojko       | Canada           | 2.5    | 3           | 1           |
| 2    | Vasili Eremenko    | Union soviétique | 2.5    | 1           | 2           |
| 3    | Paul Wylie         | États-Unis       | 4.0    | 2           | 3           |
| 4    | Marcus Christensen | Canada           | 6.5    | 5           | 4           |
| 5    | Steven Cousins     | Royaume-Uni      | 8.0    | 6           | 5           |
| 6    | Oula Jääskeläinen  | Finlande         | 8.0    | 4           | 6           |
| 7    | Daniel Weiss       | Allemagne        | 11.5   | 9           | 7           |
| 8    | Gilberto Viadana   | Italie           | 12.0   | 8           | 8           |
| 9    | Nicolas Pétorin    | France           | 12.5   | 7           | 9           |
| 10   | Jan Erik Digernes  | Norvège          | 15.0   | 10          | 10          |

### Dames
| Rang | Nom                | Pays       | Points | Prog. court | Prog. libre |
| ---- | ------------------ | ---------- | ------ | ----------- | ----------- |
| 1    | Surya Bonaly       | France     | 1.5    | 1           | 1           |
| 2    | Marina Kielmann    | Allemagne  | 4.0    | 4           | 2           |
| 3    | Karen Preston      | Canada     | 4.5    | 3           | 3           |
| 4    | Jill Trenary       | États-Unis | 6.0    | 2           | 5           |
| 5    | Tanya Bingert      | Canada     | 6.5    | 5           | 4           |
| 6    | Chen Lu            | Chine      | 9.0    | 6           | 6           |
| 7    | Yuka Satō          | Japon      | 10.5   | 7           | 7           |
| 8    | Anisette Torp-Lind | Danemark   | 12.0   | 8           | 8           |
| 9    | Sabine Contini     | Italie     | 13.5   | 9           | 9           |
| 10   | Zuzanna Szwed      | Pologne    | 15.0   | 10          | 10          |

### Couples
| Rang | Nom                                  | Pays             | Points | Prog. court | Prog. libre |
| ---- | ------------------------------------ | ---------------- | ------ | ----------- | ----------- |
| 1    | Stacey Ball / Jean-Michel Bombardier | Canada           | 3.5    | 5           | 1           |
| 2    | Michelle Menzies / Kevin Wheeler     | Canada           | 4.0    | 4           | 2           |
| 3    | Marina Eltsova / Andrei Bushkov      | Union soviétique | 4.0    | 2           | 3           |
| 4    | Christine Hough / Doug Ladret        | Canada           | 4.5    | 1           | 4           |
| 5    | Jenni Meno / Scott Wendland          | États-Unis       | 6.5    | 3           | 5           |
| 6    | Tristen Vega / Richard Alexander     | États-Unis       | 9.5    | 7           | 6           |
| 7    | Anuschka Gläser / Stefan Pfrengle    | Allemagne        | 10.0   | 6           | 7           |
| 8    | Anna Tabacchi / Massimo Salvade      | Italie           | 12.0   | 8           | 8           |

### Danse sur glace
| Rang | Nom                                     | Pays             | Points | Danse imposée 1 | Danse imposée 2 | Danse originale | Danse libre |
| ---- | --------------------------------------- | ---------------- | ------ | --------------- | --------------- | --------------- | ----------- |
| 1    | Stefania Calegari / Pasquale Camerlengo | Italie           | 2.0    | 1               | 1               | 1               | 1           |
| 2    | Sophie Moniotte / Pascal Lavanchy       | France           | 4.0    | 2               | 2               | 2               | 2           |
| 3    | Kateřina Mrázová / Martin Šimeček       | Tchécoslovaquie  | 6.2    | 4               | 3               | 3               | 3           |
| 4    | Michelle McDonald / Martin Smith        | Canada           | 8.4    | 5               | 5               | 4               | 4           |
| 5    | Irina Romanova / Igor Yaroshenko        | Union soviétique | 9.4    | 3               | 4               | 5               | 5           |
| 6    | Jeanne Miley / Michael Verlich          | États-Unis       | 12.0   | 6               | 6               | 6               | 6           |
| 7    | Jennifer Goolsbee / Hendryk Schamberger | Allemagne        | 14.6   | 7               | 7               | 8               | 7           |
| 8    | Anne Hall / Jason Blomfield             | Royaume-Uni      | 16.4   | 8               | 8               | 7               | 9           |
| 9    | Penny Mann / Juan Carlos Noria          | Canada           | 17.0   | 9               | 9               | 9               | 8           |
| 10   | Agnieszka Domańska / Marcin Głowacki    | Pologne          | 20.0   | 10              | 10              | 10              | 10          |

## Sources
- Patinage Magazine N°30 (Décembre 1991-Janvier 1992)